# David Douglas
David G. A. Douglas (ur. 16 marca 1947 w Melbourne) – australijski wioślarz, srebrny medalista olimpijski.

## Kariera
Wystąpił na  igrzyskach olimpijskich w Meksyku, gdzie Australijczycy w składzie: Alf Duval, Michael Morgan, Joe Fazio, Peter Dickson, David Douglas, John Ranch, Gary Pearce, Bob Shirlaw i Alan Grover (sternik) zdobyli srebrny medal w ósemkach. W finale o 0,98 sekundy przegrali z osadą RFN, a o 1,13 sekundy wyprzedzili osadę ZSRR. Był to jego jedyny start olimpijski.
W tej samej konkurencji zajął także piąte miejsce na mistrzostwach świata w St. Catharines w 1970. 
Po zakończeniu kariery był między innymi działaczem sportowym.
Jego córka, Gina Douglas, także została wioślarką.